# Campionati svedesi di sci alpino
I Campionati svedesi di sci alpino sono una competizione sciistica che si svolge ogni anno, generalmente nel mese di marzo, in una diversa stazione sciistica svedese. Organizzati dalla Federazione sciistica della Svezia (Svenska Skidförbundet – SSF), decretano il campione e la campionessa svedesi di ogni disciplina sciistica attraverso una singola gara.
La prima edizione del 1937 ha visto lo svolgimento del solo slalom speciale, mentre dal 1951 sono state introdotte anche le prove di discesa libera e di slalom gigante. Dal 1987 viene assegnato il titolo del supergigante, invece quello della combinata è entrato a far parte del programma di gare nel 1993, che dal 2008 è stato sostituito dalla prova di supercombinata. La federazione svedese inoltre, dal 2005, attribuisce anche il titolo nello slalom parallelo.

## Albo d'oro

### Discesa libera
| Edizione | Uomini              | Donne                   |
| -------- | ------------------- | ----------------------- |
| 1951     | Hans Hansson        | Margareta Jacobsson     |
| 1952     | Stig Sollander      | Sarah Thomasson         |
| 1953     | Stig Sollander      | Ingrid Englund          |
| 1954     | non assegnato       | non assegnato           |
| 1955     | Hans Hansson        | Ingrid Englund          |
| 1956     | Per Olof Johansson  | Ingrid Englund          |
| 1957     | Lennart Fotmeijer   | Eivor Berglund          |
| 1958     | Göran Jacobsson     | Kerstin Jacobsson       |
| 1959     | John Kallström      | Kathinka Frisk          |
| 1960     | Göran Jacobsson     | Kathinka Frisk          |
| 1961     | Tore Grahn          | Kathinka Frisk          |
| 1962     | Lars Mattsson       | Kathinka Frisk          |
| 1963     | Bengt-Erik Grahn    | Kerstin Jacobsson       |
| 1964     | Rune Lindström      | Kathinka Frisk          |
| 1965     | Olle Rolén          | Kerstin Jacobsson       |
| 1966     | Mauritz Lindström   | Elisabeth Norlén        |
| 1967     | Olle Rolén          | Monica Hermansson       |
| 1968     | Rune Lindström      | Monica Hermansson       |
| 1969     | Anders Hansson      | Lena Wilhelmsson        |
| 1970     | Hans Bergman        | Monica Hermansson       |
| 1971     | Staffan Lindgren    | Lotta Sollander         |
| 1972     | Anders Hansson      | Lillian Nilsson         |
| 1973     | Manni Thofte        | Ingegerd Fränberg       |
| 1974     | Bobbo Nordenskiöld  | Karin Sundberg          |
| 1975     | Anders Hansson      | Monica Jonsson          |
| 1976     | Anders Hansson      | Monica Jonsson          |
| 1977     | Bobbo Nordenskiöld  | Britta Östman           |
| 1978     | Benny Lindberg      | Karin Sundberg          |
| 1979     | Helmut Grassl       | Christina Jonsson       |
| 1980     | Rune Säfvenberg     | Ann Melander            |
| 1981     | Benny Lindberg      | Helena Hedman           |
| 1982     | Helmut Grassl       | Christina Grassl        |
| 1983     | Niklas Henning      | Gabriella Hamberg       |
| 1984     | Niklas Henning      | Ulla Carlsson           |
| 1985     | Niklas Henning      | Ulrika Wärvik           |
| 1986     | Niklas Henning      | Annelie Sundgren        |
| 1987     | Sverker Axdal       | Helena Kalte            |
| 1988     | Niklas Henning      | Ulrika Wärvik           |
| 1989     | Lars-Börje Eriksson | Ulrika Wärvik           |
| 1990     | Niklas Henning      | Ulrika Wärvik           |
| 1991     | Patrik Järbyn       | Erika Hansson           |
| 1992     | Niklas Henning      | Pernilla Wiberg         |
| 1993     | Magnus Oja          | Linda Ydeskog           |
| 1994     | Patrik Järbyn       | Martina Fortkord        |
| 1995     | Patrik Järbyn       | Ulrika Nordberg         |
| 1996     | Tobias Hellman      | Linda Ydeskog           |
| 1997     | Patrik Järbyn       | Linda Ydeskog           |
| 1998     | Patrik Järbyn       | Linda Ydeskog           |
| 1999     | Patrik Järbyn       | Janette Hargin          |
| 2000     | Patrik Järbyn       | Nike Bent               |
| 2001     | Tobias Hellman      | Anja Pärson             |
| 2002     | Patrik Järbyn       | Jessica Lindell Vikarby |
| 2003     | Patrik Järbyn       | Anja Pärson             |
| 2004     | Patrik Järbyn       | Nina Hansson            |
| 2005     | Hans Olsson         | Jessica Lindell Vikarby |
| 2006     | Hans Olsson         | Jessica Lindell Vikarby |
| 2007     | Hans Olsson         | Nike Bent               |
| 2008     | Hans Olsson         | Jessica Lindell Vikarby |
| 2009     | Hans Olsson         | Kajsa Kling             |
| 2010     | Hans Olsson         | Anja Pärson             |
| 2011     | Hans Olsson         | Jessica Lindell Vikarby |
| 2012     | non assegnato       | non assegnato           |
| 2013     | Douglas Hedin       | Lisa Blomqvist          |
| 2014     | Hans Olsson         | Kajsa Kling             |
| 2015     | Alexander Köll      | Lisa Hörnblad           |
| 2016     | non assegnato       | non assegnato           |
| 2017     | Felix Monsén        | Lisa Hörnblad           |
| 2018     | Felix Monsén        | Lisa Hörnblad           |
| 2019     | Olle Sundin         | Lisa Hörnblad           |
| 2020     | Zack Monsén         | Johanna Boiardt         |
| 2021     | Olle Sundin         | non assegnato           |
| 2022     | Olle Sundin         | Johanna Boiardt         |
| 2023     | Olle Sundin         | Lisa Ekström            |

### Supergigante
| Edizione | Uomini                        | Donne                   |
| -------- | ----------------------------- | ----------------------- |
| 1987     | Lars-Börje Eriksson           | Camilla Lundbäck        |
| 1988     | Lars Nilsson Niklas Lindqvist | Maria Kristoffersson    |
| 1989     | Peter Olsson                  | Marina Hänström         |
| 1990     | Niklas Henning                | Camilla Nilsson         |
| 1991     | Johan Wallner                 | Ylva Nowén              |
| 1992     | Patrik Järbyn                 | Pernilla Wiberg         |
| 1993     | Patrik Järbyn                 | Josefin Edvinsson       |
| 1994     | Patrik Järbyn                 | Martina Fortkord        |
| 1995     | Johan Wallner                 | Ingrid Helander         |
| 1996     | Patrik Järbyn                 | Linda Ydeskog           |
| 1997     | Fredrik Nyberg                | Linda Ydeskog           |
| 1998     | Patrik Järbyn                 | Linda Ydeskog           |
| 1999     | Patrik Järbyn                 | Janette Hargin          |
| 2000     | Patrik Järbyn                 | Nike Bent               |
| 2001     | Anders Nilsson                | Nike Bent               |
| 2002     | Patrik Järbyn                 | Janette Hargin          |
| 2003     | Patrik Järbyn                 | Jessica Lindell Vikarby |
| 2004     | Patrik Järbyn                 | Nike Bent               |
| 2005     | Hans Olsson                   | Anna Ottosson           |
| 2006     | Fredrik Nyberg                | Jessica Lindell Vikarby |
| 2007     | Hans Olsson                   | Nike Bent               |
| 2008     | Matts Olsson                  | Jessica Lindell Vikarby |
| 2009     | André Myhrer                  | Kajsa Kling             |
| 2010     | Daniel Ericsson               | Kajsa Kling             |
| 2011     | Hans Olsson                   | Jessica Lindell Vikarby |
| 2012     | non assegnato                 | non assegnato           |
| 2013     | Douglas Hedin                 | Jessica Lindell Vikarby |
| 2014     | Hans Olsson                   | Kajsa Kling             |
| 2015     | Felix Monsén                  | Helena Rapaport         |
| 2016     | Alexander Köll                | Kajsa Kling             |
| 2017     | Felix Monsén                  | Lisa Hörnblad           |
| 2018     | Felix Monsén                  | Lisa Hörnblad           |
| 2019     | Mattias Rönngren              | Lisa Hörnblad           |
| 2020     | non assegnato                 | non assegnato           |
| 2021     | Olle Sundin                   | Estelle Alphand         |
| 2022     | Odin Hjartarson               | Lisa Nyberg             |
| 2023     | Olle Sundin                   | Amber Adsten            |

### Slalom gigante
| Edizione | Uomini                       | Donne                     |
| -------- | ---------------------------- | ------------------------- |
| 1951     | Olof Dalman                  | Kerstin Winnberg          |
| 1952     | Hans Olofsson                | Margareta Jacobsson       |
| 1953     | Hans Olofsson                | Ingrid Englund            |
| 1954     | Åke Nilsson                  | Sarah Thomasson           |
| 1955     | Hans Olofsson                | Ingrid Englund            |
| 1956     | Hans Olofsson                | Vivi-Anne Wassdahl        |
| 1957     | Bengt Blanck                 | Vivi-Anne Wassdahl        |
| 1958     | Åke Nilsson                  | Märit Mattsson            |
| 1959     | John Kallström               | Anita Olsson              |
| 1960     | Tore Grahn                   | Märit Mattsson            |
| 1961     | Bengt-Erik Grahn             | Vivi-Anne Wassdahl        |
| 1962     | Olle Rolén                   | Vivi-Anne Wassdahl        |
| 1963     | Bengt-Erik Grahn             | Kathinka Frisk            |
| 1964     | Bengt-Erik Grahn             | Elisabeth Norlén          |
| 1965     | Olle Rolén                   | Vivi-Anne Wassdahl        |
| 1966     | Rune Lindström               | Monica Hermansson         |
| 1967     | Rune Lindström               | Monica Hermansson         |
| 1968     | Rune Lindström               | Ingrid Sundberg           |
| 1969     | Rune Lindström               | Monica Hermansson         |
| 1970     | Rune Lindström               | Monica Hermansson         |
| 1971     | Olle Rolén                   | Lotta Sollander           |
| 1972     | Manni Thofte                 | Lillian Nilsson           |
| 1973     | Anders Hansson               | Lena Sollander            |
| 1974     | Bobbo Nordenskiöld           | Pia Gustafsson            |
| 1975     | Hasse Johansson              | Karin Sundberg            |
| 1976     | Ingemar Stenmark             | Jill Wahlqvist            |
| 1977     | Ingemar Stenmark             | Jill Wahlqvist            |
| 1978     | Ingemar Stenmark             | Karin Sundberg            |
| 1979     | Ingemar Stenmark             | Ann Melander              |
| 1980     | Lars-Göran Halvarsson        | Ann Melander              |
| 1981     | Stig Strand                  | Catharina Glassér-Bjerner |
| 1982     | Stig Strand                  | Ann Melander              |
| 1983     | Johan Wallner                | Inger Köhler              |
| 1984     | Jörgen Sundqvist             | Ulla Carlsson             |
| 1985     | Johan Wallner                | Catarina Rosenqvist       |
| 1986     | Jörgen Sundqvist             | Monica Äijä               |
| 1987     | Rickard Andersson            | Monica Äijä               |
| 1988     | Niklas Lindqvist             | Camilla Nilsson           |
| 1989     | Lars-Börje Eriksson          | Camilla Nilsson           |
| 1990     | Jonas Nilsson                | Camilla Nilsson           |
| 1991     | Fredrik Nyberg               | Pernilla Wiberg           |
| 1992     | Johan Wallner                | Ylva Nowén                |
| 1993     | Johan Wallner                | Ylva Nowén                |
| 1994     | Fredrik Nyberg               | Ylva Nowén                |
| 1995     | Patrik Järbyn                | Ylva Nowén                |
| 1996     | Fredrik Nyberg               | Erika Hansson             |
| 1997     | Fredrik Nyberg               | Pernilla Wiberg           |
| 1998     | Fredrik Nyberg               | Anja Pärson               |
| 1999     | Fredrik Nyberg               | Anna Ottosson             |
| 2000     | Patrik Järbyn                | Anna Ottosson             |
| 2001     | Anders Holmström             | Janette Hargin            |
| 2002     | Fredrik Nyberg               | Anna Ottosson             |
| 2003     | Patrik Järbyn Fredrik Nyberg | Anja Pärson               |
| 2004     | Anton Lahdenperä             | Maria Pietilä Holmner     |
| 2005     | Niklas Rainer                | Anja Pärson               |
| 2006     | Fredrik Nyberg               | Anna Ottosson             |
| 2007     | Niklas Rainer                | Jessica Lindell Vikarby   |
| 2008     | Matts Olsson                 | Jessica Lindell Vikarby   |
| 2009     | Matts Olsson                 | Kajsa Kling               |
| 2010     | Matts Olsson                 | Kajsa Kling               |
| 2011     | Tim Lindgren                 | Jessica Lindell Vikarby   |
| 2012     | Matts Olsson                 | Jessica Lindell Vikarby   |
| 2013     | Jonas Nyberg                 | Jessica Lindell Vikarby   |
| 2014     | Felix Monsén                 | Lisa Blomqvist            |
| 2015     | Matts Olsson                 | Ylva Stålnacke            |
| 2016     | André Myhrer                 | Kajsa Kling               |
| 2017     | André Myhrer                 | Frida Hansdotter          |
| 2018     | Mattias Rönngren             | Magdalena Fjällström      |
| 2019     | Mattias Rönngren             | Sara Rask                 |
| 2020     | non assegnato                | non assegnato             |
| 2021     | Olle Sundin                  | Sara Hector               |
| 2022     | Odin Hjartarson              | Lisa Nyberg               |
| 2023     | Olle Sundin                  | Hilma Lövblom             |

### Slalom speciale
| Edizione | Uomini                | Donne                     |
| -------- | --------------------- | ------------------------- |
| 1937     | Harald Hedjerson      | Inga Söderbaum            |
| 1938     | Sven Erickson         | Brita Thomasson           |
| 1939     | Hans Hansson          | May Nilsson               |
| 1940     | Hans Hansson          | May Nilsson               |
| 1941     | Sixten Isberg         | May Nilsson               |
| 1942     | Hans Hansson          | Britt Nilsson             |
| 1943     | Hans Hansson          | May Nilsson               |
| 1944     | Hans Hansson          | Britt Nilsson             |
| 1945     | Sixten Isberg         | May Nilsson               |
| 1946     | Olof Dalman           | May Nilsson               |
| 1947     | Olof Dalman           | May Nilsson               |
| 1948     | Åke Nilsson           | May Nilsson               |
| 1949     | Sixten Isberg         | Sarah Thomasson           |
| 1950     | Carl-Axel Engman      | Kerstin Winnberg          |
| 1951     | Olof Dalman           | Sarah Thomasson           |
| 1952     | Hans Olofsson         | Sarah Thomasson           |
| 1953     | Hans Olofsson         | Ingrid Englund            |
| 1954     | Hans Olofsson         | Sarah Thomasson           |
| 1955     | Stig Sollander        | Vivi-Anne Wassdahl        |
| 1956     | Åke Nilsson           | Vivi-Anne Wassdahl        |
| 1957     | Lars Volny            | Vivi-Anne Wassdahl        |
| 1958     | Stig Sollander        | Vivi-Anne Wassdahl        |
| 1959     | Bengt Blanck          | Vivi-Anne Wassdahl        |
| 1960     | Tore Grahn            | Anita Olsson              |
| 1961     | Peter Ristner         | Anita Olsson              |
| 1962     | Tore Grahn            | Vivi-Anne Wassdahl        |
| 1963     | Bengt-Erik Grahn      | Vivi-Anne Wassdahl        |
| 1964     | Staffan Lindgren      | Vivi-Anne Wassdahl        |
| 1965     | Olle Rolén            | Vivi-Anne Wassdahl        |
| 1966     | Lars Olsson           | Ingrid Sundberg           |
| 1967     | Bengt-Erik Grahn      | Monica Hermansson         |
| 1968     | Rune Lindström        | Monica Hermansson         |
| 1969     | Rune Lindström        | Karin Aspelin             |
| 1970     | Olle Rolén            | Monica Hermansson         |
| 1971     | Bengt-Erik Grahn      | Lena Sollander            |
| 1972     | Göte Grahn            | Karin Aspelin             |
| 1973     | Stefan Sollander      | Lillian Nilsson           |
| 1974     | Ingemar Stenmark      | Lena Sollander            |
| 1975     | Lars-Erik Hinders     | Karin Sundberg            |
| 1976     | Ingemar Stenmark      | Pia Gustafsson            |
| 1977     | Ingemar Stenmark      | Pia Gustafsson            |
| 1978     | Ingemar Stenmark      | Karin Sundberg            |
| 1979     | Ingemar Stenmark      | Pia Gustafsson            |
| 1980     | Stig Strand           | Ann Melander              |
| 1981     | Stig Strand           | Ann Melander              |
| 1982     | Bengt Fjällberg       | Monica Äijä               |
| 1983     | Stig Strand           | Monica Äijä               |
| 1984     | Lars-Göran Halvarsson | Ann Melander              |
| 1985     | Jonas Nilsson         | Catharina Glassér-Bjerner |
| 1986     | Jörgen Sundqvist      | Catharina Glassér-Bjerner |
| 1987     | Mats Ericson          | Catarina Rosenqvist       |
| 1988     | Jörgen Sundqvist      | Camilla Nilsson           |
| 1989     | Jonas Nilsson         | Camilla Nilsson           |
| 1990     | Thomas Fogdö          | Pernilla Wiberg           |
| 1991     | Johan Wallner         | Pernilla Wiberg           |
| 1992     | Thomas Fogdö          | Pernilla Wiberg           |
| 1993     | Thomas Fogdö          | Kristina Andersson        |
| 1994     | Mats Ericson          | Kristina Andersson        |
| 1995     | Fredrik Nyberg        | Ylva Nowén                |
| 1996     | Martin Hansson        | Pernilla Wiberg           |
| 1997     | Johan Wallner         | Pernilla Wiberg           |
| 1998     | Martin Hansson        | Ylva Nowén                |
| 1999     | Johan Brolenius       | Anna Ottosson             |
| 2000     | Markus Larsson        | Anna Ottosson             |
| 2001     | Martin Hansson        | Susanne Ekman             |
| 2002     | Johan Brolenius       | Ylva Nowén                |
| 2003     | Per Rönnmark          | Anna Ottosson             |
| 2004     | Alexander Feinestam   | Maria Pietilä Holmner     |
| 2005     | André Myhrer          | Anja Pärson               |
| 2006     | Anton Lahdenperä      | Maria Pietilä Holmner     |
| 2007     | Mattias Hargin        | Frida Hansdotter          |
| 2008     | Oscar Andersson       | Therese Borssén           |
| 2009     | André Myhrer          | Maria Pietilä Holmner     |
| 2010     | André Myhrer          | Anna Swenn Larsson        |
| 2011     | André Myhrer          | Maria Pietilä Holmner     |
| 2012     | André Myhrer          | Therese Borssén           |
| 2013     | Axel Bäck             | Frida Hansdotter          |
| 2014     | Axel Bäck             | Anna Swenn Larsson        |
| 2015     | André Myhrer          | Anna Swenn Larsson        |
| 2016     | André Myhrer          | Maria Pietilä Holmner     |
| 2017     | Mattias Hargin        | Emelie Wikström           |
| 2018     | André Myhrer          | Frida Hansdotter          |
| 2019     | Carl Jonsson          | Anna Swenn Larsson        |
| 2020     | non assegnato         | non assegnato             |
| 2021     | Adam Hofstedt         | Sara Hector               |
| 2022     | Axel Lindqvist        | Elsa Håkansson-Fermbäck   |
| 2023     | Fabian Ax Swartz      | Anna Swenn Larsson        |

### Combinata
| Edizione | Uomini              | Donne                 |
| -------- | ------------------- | --------------------- |
| 1993     | Tobias Hellman      | Linda Ydeskog         |
| 1994     | Niklas Nilsson      | Linda Ydeskog         |
| 1995     | Johan Wallner       | Ylva Nowén            |
| 1996     | Johan Wallner       | Linda Ydeskog         |
| 1997     | Tobias Hellman      | Linda Ydeskog         |
| 1998     | Fredrik Nyberg      | Linda Ydeskog         |
| 1999     | Charlie Bergendahl  | Janette Hargin        |
| 2000     | Fredrik Nyberg      | Anja Pärson           |
| 2001     | Alexander Feinestam | Anja Pärson           |
| 2002     | Lars Lewén          | Janette Hargin        |
| 2003     | Charlie Bergendahl  | Anja Pärson           |
| 2004     | Alexander Feinestam | Maria Pietilä Holmner |
| 2005     | Hans Olsson         | Carolina Nordh        |
| 2006     | Anton Lahdenperä    | Anna Ottosson         |
| 2007     | Anton Lahdenperä    | Veronica Smedh        |
| 2008     | Hans Olsson         | Kajsa Kling           |
| 2009     | André Myhrer        | Maria Pietilä Holmner |
| 2010     | non assegnato       | non assegnato         |
| 2011     | Hans Olsson         | Emelie Wikström       |
| 2012     | non assegnato       | non assegnato         |
| 2013     | non assegnato       | non assegnato         |
| 2014     | non assegnato       | non assegnato         |
| 2015     | non assegnato       | non assegnato         |
| 2016     | Alexander Köll      | Kajsa Kling           |
| 2017     | Mattias Rönngren    | Lisa Hörnblad         |
| 2018     | Filip Vennerström   | Lisa Hörnblad         |
| 2019     | non assegnato       | non assegnato         |
| 2020     | non assegnato       | non assegnato         |
| 2021     | non assegnato       | non assegnato         |
| 2022     | non assegnato       | non assegnato         |
| 2023     | non assegnato       | non assegnato         |

### Slalom parallelo
| Edizione | Uomini            | Donne                      |
| -------- | ----------------- | -------------------------- |
| 2005     | Niklas Rainer     | Ida Hinders                |
| 2006     | Anton Lahdenperä  | Maria Pietilä Holmner      |
| 2007     | Fredrik Söderberg | Veronica Smedh             |
| 2008     | Hans Olsson       | Veronica Smedh Kajsa Kling |
| 2009     | Fredrik Söderberg | Kajsa Kling                |
| 2010     | non assegnato     | non assegnato              |
| 2011     | non assegnato     | non assegnato              |
| 2012     | Fredrik Söderberg | Paulina Grassl             |